# Шарай Ганна Григорівна
Га́нна Григо́рівна Шара́й (25 березня 1921, Канів, Київська губернія, Українська СРР, СРСР — 24 червня 2013, Київ, Україна) — українська радянська художниця-керамістка.

## Біографія
Народилася 1921 року в Каневі (нині Черкаська область, Україна). З 1946 року працювала в Експериментальних майстернях художньої кераміки Інституту архітектури Академії будівництва і архітектури УРСР, з 1963 року — після реорганізації Академії будівництва і архітектури, у Київському зональному науково-дослідному інституті експериментального проектування житлових та громадських споруд (КиївЗНДІЕП), якому підпорядкували майстерню.
Померла в Києві 24 червня 2013 року після тривалої важкої хвороби. Похована на Лісовому кладовищі.

## Твори
Майоліковий декоративний посуд, кераміка для архітектурних споруд Києва:
- декоративні тарілки на стіні у фоє готеля «Дніпро» (1970)
- панно в ресторані «Метро» (1970, у співавторстві з Н. І. Федоровою)
- оформлення станцій метро «Хрещатик» (1960, творча група: архітектор М. С. Коломієць, технолог Н. І. Федорова, художник О. А. Грудзинська, виконавець Г. Г. Шарай)
- «Нивки» (1971, декоративний фриз)
- «Лісова» (1979) та ін.

## Зображення

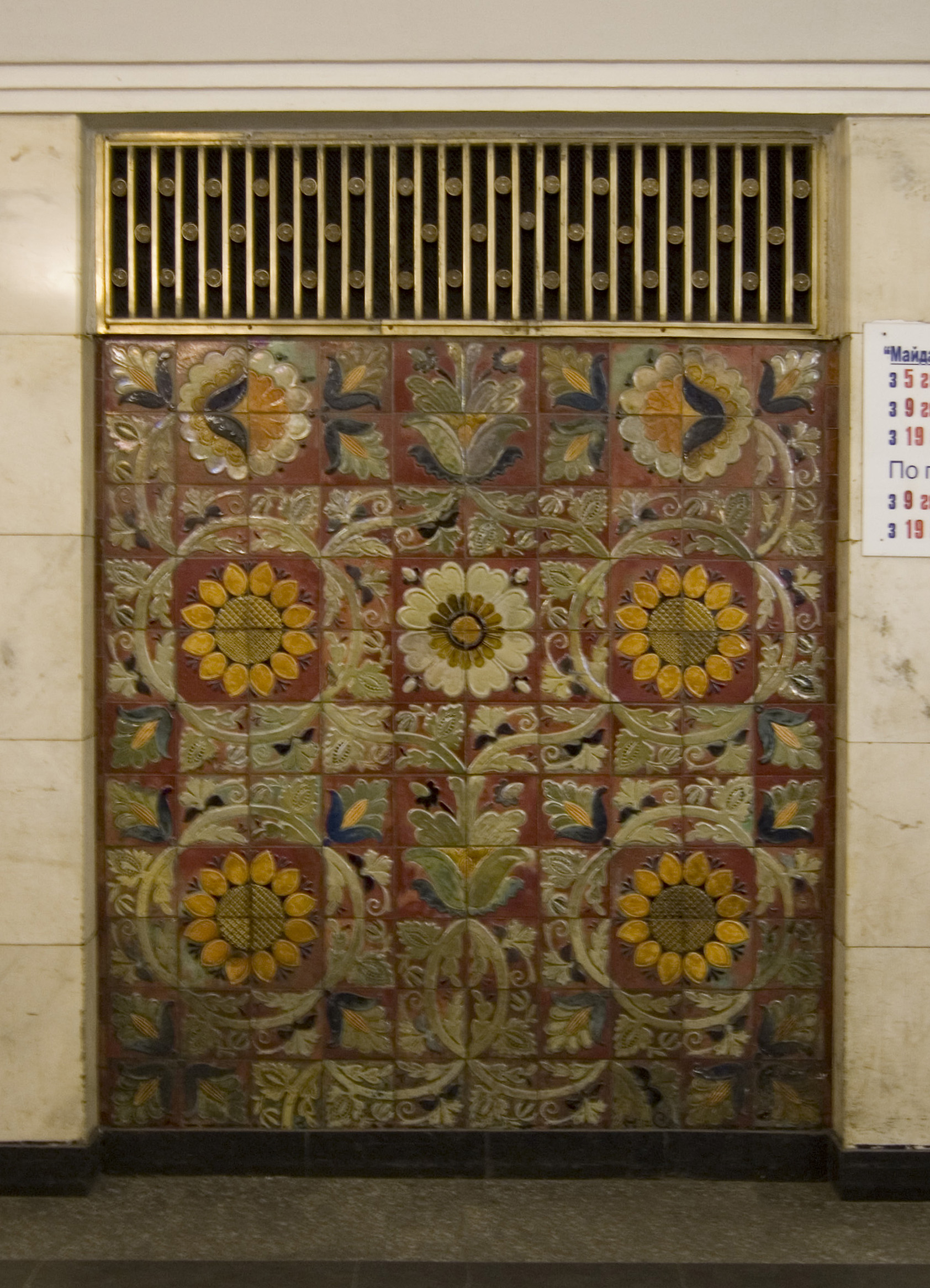
Майоліка на станції метро «Хрещатик»
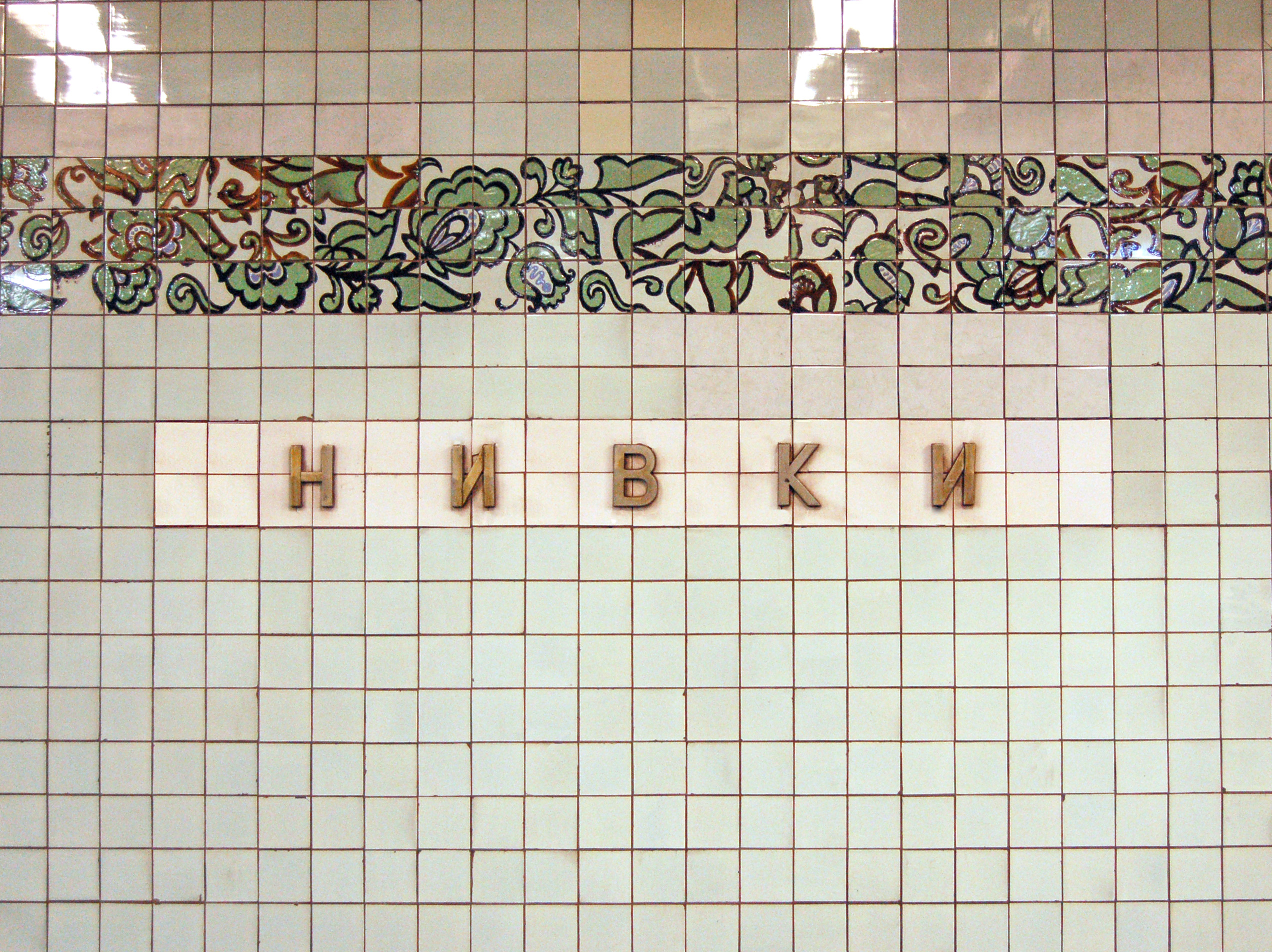
Майоліка на станції метро «Нивки»
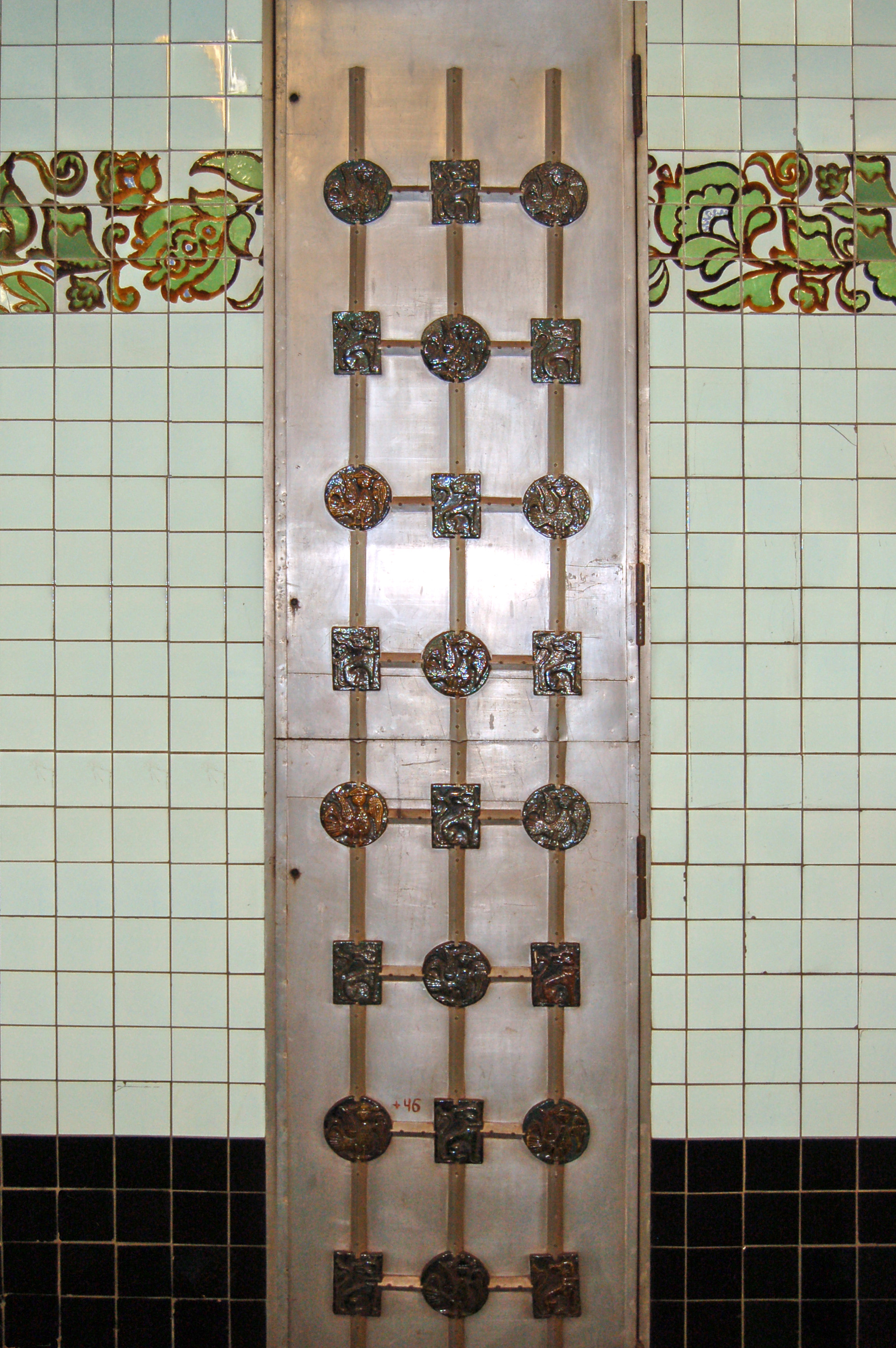
Дверцята на колійній стіні станції метро «Нивки»